# Дрізд білобровий
Дрізд білобро́вий (Turdus iliacus) — птах родини дроздових, поширений у Європі і Азії. В Україні гніздовий, перелітний, зрідка зимуючий вид.

## Зовнішній вигляд та розпізнавання у природі

### Морфологічні ознаки
За зовнішнім виглядом подібний до співочого дрозда. Маса тіла 55—75 г, довжина тіла близько 21 см. Повний розмах крил може досягати 15 см. У дорослого птаха верх оливково-бурий; над оком чітка біла або вохриста «брова»; низ білуватий, з темно-бурими рисками, які утворюють смугастість; боки тулуба і покривні пера споду крил яскраво-руді; махові і стернові пера бурі; дзьоб темно-бурий, основа нижньої щелепи жовта; ноги рудувато-бурі. У молодого птаха верх зі світлими рисками; на верхівках верхніх покривних пер другорядних махових великі вохристі плями; низ тулуба світло-вохристий, з бурими плямами. Від співочого дрозда відрізняється білими або вохристими «бровами» і яскраво-рудими покривними перами споду крил.

### Пісня
Пісня починається короткою свистовою треллю, а закінчується довгим скрипучим щебетанням; поклик — високотональне «ціі», крик тривоги — хрипкувате «трет-трет-трет».

## Поширення

### Гніздовий ареал
Північна Євразія від Скандинавії і західного кордону Польщі на схід до долини Колими. На північ у Скандинавії до 70-ї паралелі, в європейській частині колишнього СРСР і на Югорському півострові до арктичного узбережжя, на Ямалі до 68-ї паралелі, в області дельти Єнісею до 71-ї паралелі, до південної частини Таймиру, у більш східних регіонах на північ до 70-ї паралелі і дельти Колими. На південь в європейській частині колишнього СРСР до 50-ї паралелі, у західній половині Західного Сибіру до 56-ї паралелі, у більш східних регіонах на південь до району Барнаула, Західних Саян, східної Туви, хребта Хамар-Дабан. Від області Майської котловини південна межа ареалу простягається, ймовірно, до нижньої течії Колими. Острови: Ісландія, Фарерські.
В Україні гніздиться в Поліссі та на сході Лісостепу; мігрує на всій території; інколи трапляється взимку на південному узбережжі Криму.

### Сезонні переміщення та зимівлі
Осіння міграція розпочинається у серпні — вересні. Масова міграція відбувається наприкінці вересня — на початку жовтня. Мігрують вночі. Окремі запізнілі особини можна зустріти у листопаді. На зимівлю улітають, головним чином, на південний захід Європи, на захід Франції, в Португалію і в Італію.

## Чисельність
В Європі гніздову популяцію оцінюють в 16—21 млн пар, або 48—63 млн особин, в Україні — 9—12,5 тис. пар. Враховуючи, що в Європі розташовано 50—74 % площі гніздового ареалу, попередня оцінка загальної чисельності виду становить 65—130 млн особин.

## Гніздування

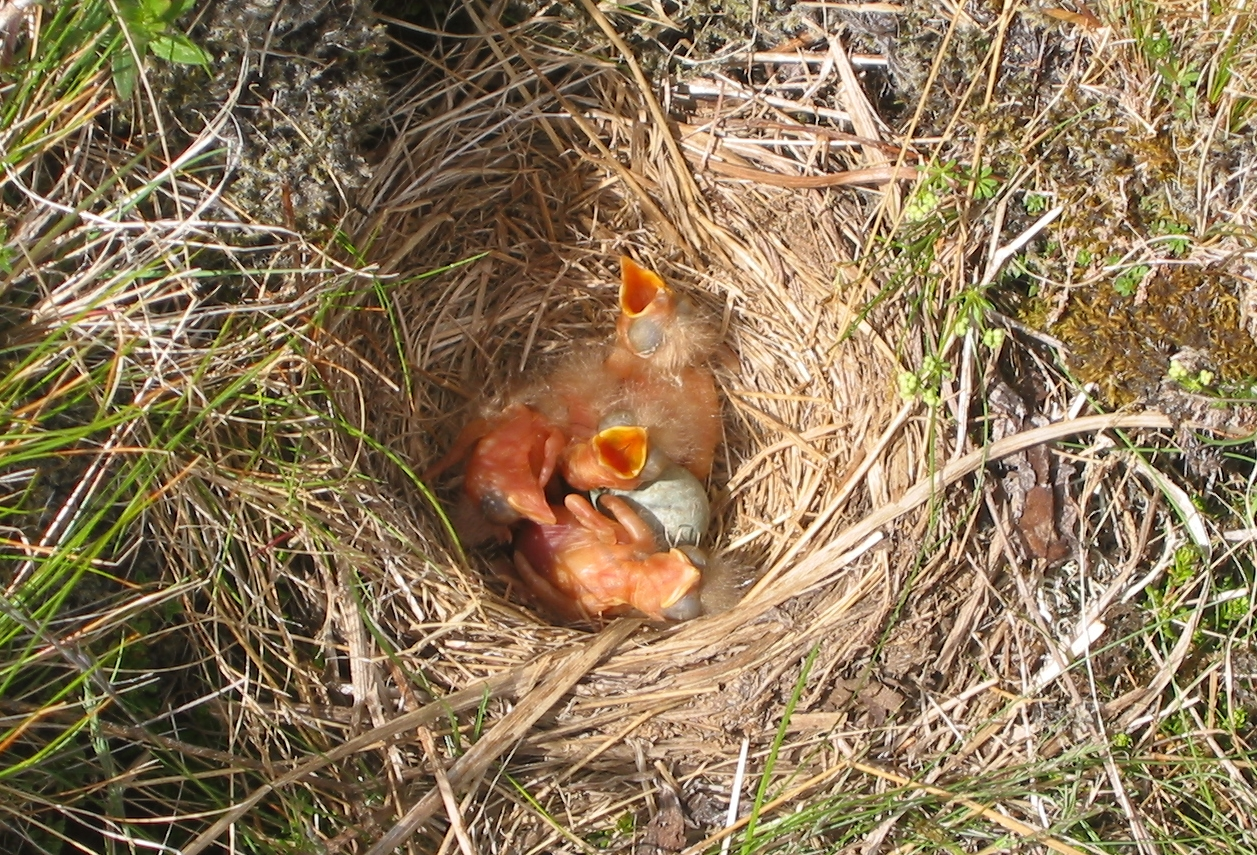
Гніздо, розміщене на землі

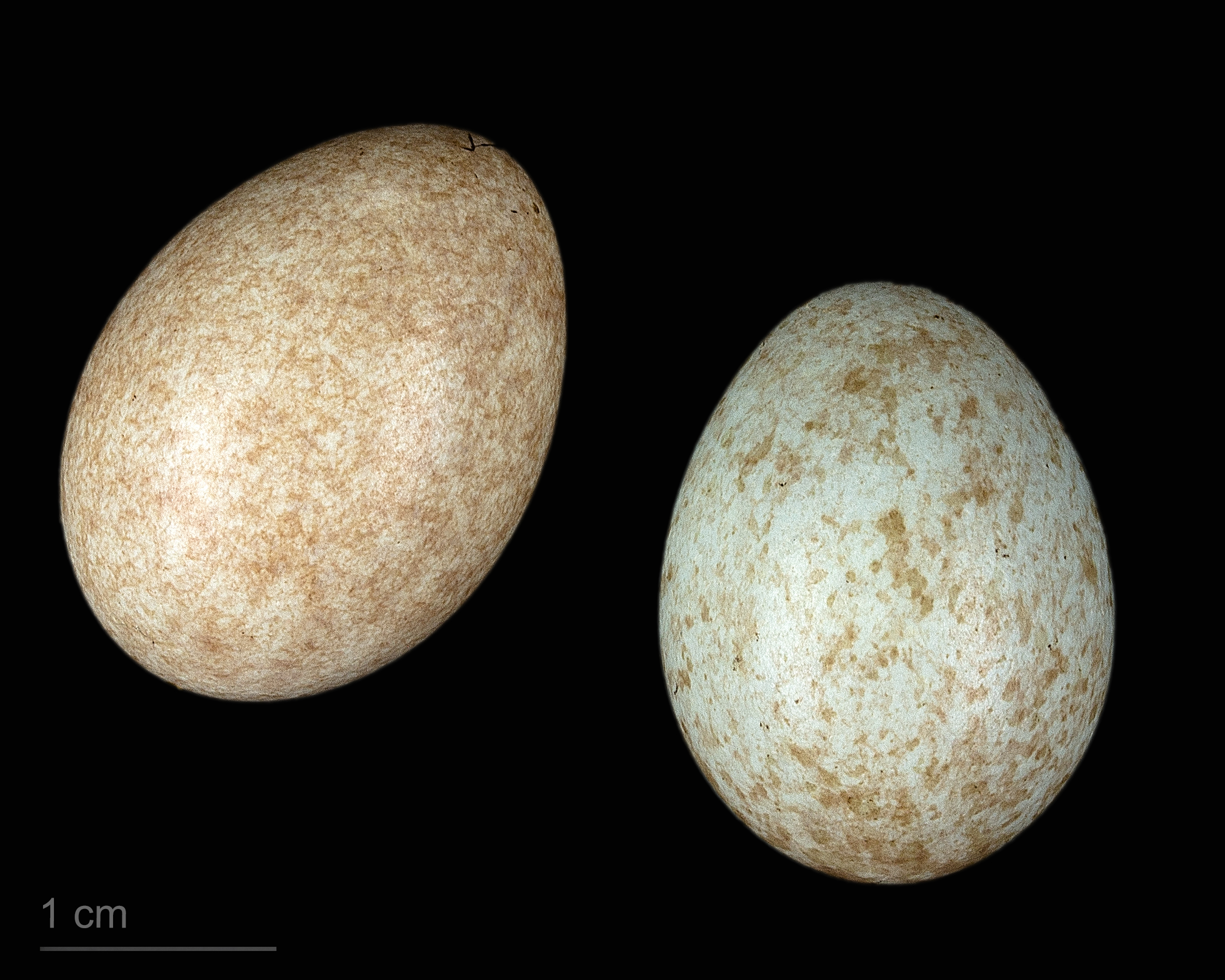
яйце Turdus iliacus coburni

Гніздиться в лісах різного типу, але особливо охоче в мішаних, хвойно-листяних. Серед листяних віддає перевагу вільшнякам, іноді березнякам і дібровам; серед хвойно-листяних — ялиново-вільховим, ялиново-березовим і ялиново-широколистяним лісам. Оселяється в ділянках з підростом і підліском, з буреломом і купами хмизу, не уникає молодих лісів і заростаючих вирубок з групами ялин, а також заростей кущів поблизу лісу. Охоче оселяється у вологих місцях, а також поблизу води і в заплавних насадженнях. Проникає також у культурний ландшафт — його можна зустріти в міських парках, скверах.
Гніздиться окремими парами. Гніздо зазвичай влаштовує на дереві або кущі, переважно на молодих ялинах, вільхах; у парках — на туях, ялинах. Гніздо розміщується зазвичай невисоко (рідко вище 4 м), частіше біля самого стовбура, на бічних гілках. Може гніздитися прямо на землі біля куща або стовбура дерева. Гніздо чашоподібної форми, значно менше ніж у інших видів дроздів. Його стінки і основа споруджуються з сухих стебел і листя злаків, із хвощу та інших трав, зрідка з домішкою гілочок, шматочків моху, старого листя дерев. Зсередини весь будівельний матеріал скріплюється землею. Лоток вистилається переважно тонкими стеблами сухих злаків.
Кладка складається з 5—6, іноді з 3-4 або 7 яєць. Їхні середні розміри: 25,69×18,80 мм. Шкаралупа злегка блискуча, забарвлена в зеленуватий або зеленувато-блакитний колір. На ній густо розкидані дрібні іржаво-коричневі плямки і крапки, що нерідко скупчуються біля тупого кінця. Перші свіжі кладки можна зустріти наприкінці квітня, але вони переважно з'являються у другій половині травня. Протягом року можливі два виводки. Другі кладки відмічають у другій половині червня. Насиджують обидва птахи протягом 13—15 діб. Молоді птахи залишають гніздо через 10—12 діб, ще не вміючи літати

## Живлення
Раціон дрозда білобрового складається, переважно, з комах, дощових червів, різноманітних метеликів і гусені. У період вигодовування пташенят дощових червів приносить одразу по декілька особин. Їжу розшукує на землі.

## Ресурси Інтернету
- Визначення віку і статі у білобрового дрозда (PDF)(англ.)
- Дрізд білобровий на сайті Позвоночные животные России(рос.)